# AZERTY
Bàn phím AZERTY (phiên âm tiếng Việt theo tiếng anh: Ơ-dơt-ti, theo tiếng Pháp: A-déc-ti) là một loại bàn phím được dùng để nhập dữ liệu văn bản trên các máy đánh chữ hay máy tính tại Bỉ, Pháp. Một loại bàn phím tương tự ĄŽERTY cũng được dùng ở Litva.
| A | A | Z | Z | E | E | R | R | T | T | Y | Y | U | U | I | I | O | O | P | P |   |
|   | Q | Q | S | S | D | D | F | F | G | G | H | H | J | J | K | K | L | L | M | M |
|   |   | W | W | X | X | C | C | V | V | B | B | N | N | , | , | ; | ; | : | : |   |

Bàn phím này ra đời từ thế kỷ 19, được thiết kế để thay thế bàn phím tiếng Anh QWERTY cho máy đánh chữ tiếng Pháp đầu tiên được sản xuất hàng loạt bởi Remington. Nó được đã nghiên cứu và thiết kế để giúp giảm thiểu nguy cơ gây tắc nghẽn cho máy đánh chữ cơ khí. Trên các máy đánh chữ đầu tiên, các que gõ chữ nằm cạnh nhau thường bị va vào nhau. Thiết kế QWERTY giúp các chữ cái hay nằm cạnh nhau trong tiếng Anh được nằm xa nhau trên bàn phím, tránh cho việc các phím bị tắc do va nhau. Thiết kế AZERTY cũng nhằm mục đích tương tự cho tiếng Pháp.

## AZERTY trên máy tính hiện đại

### Không nhấn shift
| ² | ² | & | & | é | é | " | " | ' | ' | ( | ( | - | - | è | è | _ | _ | ç | ç | à | à | ) | ) | = | = |   |   |
|   |   |   | a | a | z | z | e | e | r | r | t | t | y | y | u | u | i | i | o | o | p | p | ^ | ^ | $ | $ |   |
|   |   |   |   | q | q | s | s | d | d | f | f | g | g | h | h | j | j | k | k | l | l | m | m | ù | ù | * | * |
|   |   |   | < | < | w | w | x | x | c | c | v | v | b | b | n | n | , | , | ; | ; | : | : | ! | ! |   |   |   |

Một số nút có thể cho ra kết quả khác trên một số bàn phím.

### Nhấn shift
|  |  | 1 | 1 | 2 | 2 | 3 | 3 | 4 | 4 | 5 | 5 | 6 | 6 | 7 | 7 | 8 | 8 | 9 | 9 | 0 | 0 | ° | ° | + | + |   |   |
|  |  |   | A | A | Z | Z | E | E | R | R | T | T | Y | Y | U | U | I | I | O | O | P | P | ¨ | ¨ | £ | £ |   |
|  |  |   |   | Q | Q | S | S | D | D | F | F | G | G | H | H | J | J | K | K | L | L | M | M | % | % | µ | µ |
|  |  |   | > | > | W | W | X | X | C | C | V | V | B | B | N | N | ? | ? | . | . | / | / | § | § |   |   |   |

Một số nút có thể cho ra kết quả khác trên một số bàn phím. Nhấn nút Caps-lock, sau đó gõ các phím không cùng lúc với Shift cũng cho ra kết quả giống như trên ở đa số phím.

### Với Alt Gr
|  |  |  |  | ~ | ~ | # | # | { | { | [ | [ | \| | \| | ` | ` | \ | \ | ^ | ^ | @ | @ | ] | ] | } | } |   |  |
|  |  |  |  |   |   |   | € | € |   |   |   |    |    |   |   |   |   |   |   |   |   |   |   |   | ¤ | ¤ |  |
|  |  |  |  |   |   |   |   |   |   |   |   |    |    |   |   |   |   |   |   |   |   |   |   |   |   |   |  |
|  |  |  |  |   |   |   |   |   |   |   |   |    |    |   |   |   |   |   |   |   |   |   |   |   |   |   |  |

Một số nút có thể cho ra kết quả khác trên một số bàn phím.

### Viếtdấu mũ
Nhấn nút ^¨ (nằm giữa pPþ và $£¤, tương đương nút [{ trên QWERTY) sau đó nhấn một trong a, e hay o sẽ được â, ê hay ô.

### Viếtdấu hai chấm trên
Nhấn shift cùng lúc với ^¨ sau đó nhấn một trong i, e để được ï, ë.